# Vernon (Texas)
Vernon település az Amerikai Egyesült Államok Texas államában, Wilbarger megyében, melynek megyeszékhelye is. Lakosainak száma 10 078 fő (2020. április 1.).

## Népesség
A település népességének változása:

| 2010 | 11 002 |
| 2020 | 10 078 |